# 신천군 학살 사건

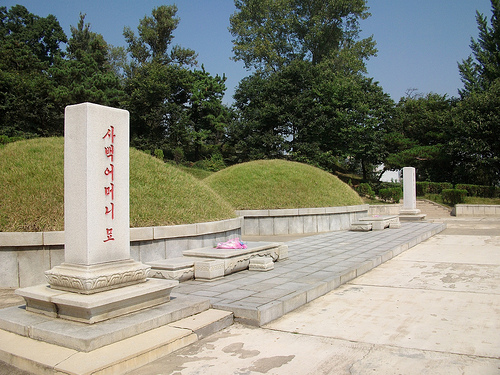
북한의 신천박물관 안에 세워진 사백어머니묘와 백둘어린이묘. 신천군 사건 당시 희생된 자들의 무덤으로 소개된다.

신천군 학살 사건(信川郡 虐殺 事件)은 한국 전쟁이 벌어진 1950년 10월, 황해도 신천군에서 3만 5천여 명의 민간인들이 학살되었던 사건을 말한다. 신천 학살이라고도 불린다. 과거에는 신천 10·13 반공 의거라고도 불렸으며, 북한에서는 신천 대학살이라고 부른다.
민간인 학살 자체는 존재하였으나, 학살의 주체를 두고 북한 정부에서 주장하는 내용과 대한민국 학계에서 주장하는 내용이 서로 극명하게 엇갈리고 있다. 북한 정부는 신천군 사건의 주체를 미군으로 지목하며, 학살 현장에 신천박물관을 건립, 자국 체제 유지를 위한 반미교육이라는 정치적 목적에 쓰고 있다.

## 개요
휴전 1년 전인 1952년, 국제 사법단체로 공산주의 계열의 NGO인 국제민주법률가협회(International Association of Democratic Lawyers)의 조사위원회는 북한 정부의 요청으로 북한을 방문하였다. 조사위원회는 평안도와 황해도, 강원도 등 북한 지역을 돌며 ‘코리아에서의 미군 범죄에 관한 보고서’를 작성하였다. 조사위원회는 한반도 북부 지역에서의 이른바 '미군에 의한 양민학살'에 대한 조사 작업을 위해 증거를 수집하였고, 이들이 1952년 3월 31일에 작성한 보고서의 ‘제4장 대량학살, 살해 및 기타 잔혹행위’에서 이들은 황해도 신천의 사례를 보고하고 있다. 그 가운데 하나를 소개하면 다음과 같다.
1950년 12월 7일, 미군이 철수하기 직전, 해리슨(신천 미 점령군사령관)은 그의 휘하에 있던 미군 부대와 이승만의 원군 장교들에게 철수는 ‘일시적’이며 ‘전략적 이유’에 따른 것이라 말하고 주민들에게 미군과 함께 남쪽으로 내려갈 것을 지시하라고 명령했다. ‘남아 있는 자는 모두 실질적 적으로 간주할 것이며 원자폭탄이 투하될 것이다.’ 그는 모든 ‘빨갱이’ 지지자들을 섬멸할 것을 지시했다. 모든 인민군 병사의 가족들과 부역자 가족들은 빨갱이로 간주되었다. 그의 명령은 그대로 실행되었다. 그날 신천군 원암리의 창고 두 군데에서 900명의 남녀 학살이 발생했다. 건물 안에는 어린아이들도 200여 명 있었다. 미군들은 이들의 옷에 휘발유를 뿌리고 불을 질렀다. 그리고 창문 안으로 수류탄을 집어던졌다. 건물 안에 있던 한 여성이 자신의 두 아이를 창 밖으로 밀어냈다. 한 아이는 총에 맞았지만 한 아이는 도망쳤다. 어머니는 불에 타 죽었다. 해리슨과 다른 장교들이 그 자리에 있었다.

국제민주법률가협회에서 작성한 해당 보고서를 들어 북한은 한국전쟁 중이던 1950년 10월 17일부터 12월 7일까지 52일간 미군 점령 하에 있던 황해도 신천군에서 해리슨이라는 이름의 미군 중위 예하 미군 1개 중대에 의해 신천군 한 군에서만 부녀자와 어린이를 포함해 약 3만 5천여 명, 신천군 주민의 4분의 1에 해당하는 민간인들이 학살 당했으며, 희생자 대부분은 좌파 운동가들의 가족이었다고 주장하였다.
2001년 11월, 북한의 조선중앙방송에서는 황해도 신천군에서 한국 전쟁 중 살해된 것으로 보이는 59구의 유해가 새로 발굴됐다고 보도했다.

## 신천군 학살 사건의 본질

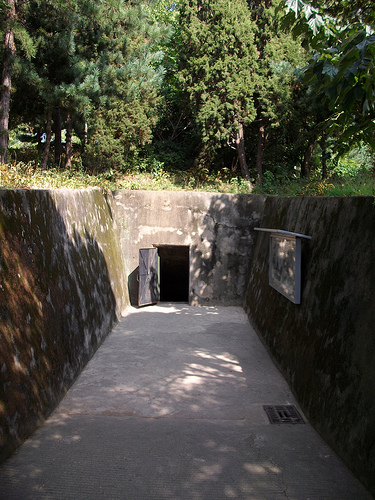
신천박물관 경내의 방공호. 북한측은 이곳에서 미군이 900명의 신천 주민들을 가두고 불태워 죽였다고 소개하고 있다.

### 북한 측 주장의 의문점: 미군이 주도하였는가?
1950년 6월 25일에 북한에 의한 기습 남침으로 시작된 한국전쟁(6.25 동란)은 인천상륙 작전으로 전세가 역전되어, 대한민국 국군과 유엔군은 북한군(조선인민군)을 몰아내고 서울을 수복, 38선을 넘어 북진이 시작되었고 조선인민군은 패퇴를 거듭했었다. 국군과 유엔군, 특히 미군 각 부대는 이 과정에서 북한 정권의 본거지 평양을 선점하기 위한 경쟁에 불이 붙었고, 이 때문에 신천군에는 오래 주둔하지 않았다는 지적이 있다. 무엇보다 북한에서 학살을 주도한 미군의 지휘관으로 지목하는 '해리슨'이라는 미군 중위가 실제 당시의 미군 명단에서 그 이름이 확인되지 않는다는 점부터 북한이 주장하는 미군 주도에 의한 학살설은 근거가 흔들린다.
당시 국제민주법률가협회가 신천군 사건을 주도, 감독한 것으로 지목한 해리슨이라는 이름의 미군 중위는 한국전쟁 당시인 1951년 미8군 부사령관으로 한국에 와 있었던 윌리엄 켈리 해리슨으로, 보고서에 따르면 그가 신천군에서의 학살을 주도했으며 이를 모두 사진으로 찍어 기록해두도록 명령했다고 했지만, 그것을 확인할 수 있는 증거는 없었다. 윌리엄 켈리 해리슨(William Kelly Harrison) 본인의 경우, 한국전쟁에 참전하기는 했지만 정작 신천군 사건 당시에는 신천에 있지도 않았음이 확인되었다. 아울러 윌리엄 켈리 해리슨 본인은 자신이 신천에서의 학살 주동자로 지목당한 것에 큰 충격을 받았다고 한다.
당장 해당 사건을 조사했던 단체들조차도 조사 당시 북한 주민들이 증언했던 내용에 의구심을 품었다. 1951년 미국, 유럽, 아시아, 아프리카 등 17개국 여성이 모여 한국전쟁의 참상을 조사하기 위해 꾸린 국제민주여성연맹은 학살 사건이 있던 신천을 비롯한 북한 여러 지역을 돌아다니며 전쟁의 참상과 증언에 대한 기록을 남겼는데, 이들은 주민들의 증언 속에서 학살 가해자로 '미군' 혹은 '미군 통제하의 한국군'만이 지목되는 상황에 의구심을 제기했으며, 나아가 실제 현장 대기 증언자들이 사전에 지침을 받았을 가능성이 있으며 이런 상황이 발생한 원인으로 북한 최고위급 인사나 조선인 통역관을 지목했고, 이들에 의해 북한 정부의 지시 하에 일괄적으로 정보를 왜곡할 수 있었다고 하였다.
신천박물관에서는 이후로도 계속해 해리슨이라는 이름의 미군 중위를 학살의 주범으로 지목하고 박물관을 방문하는 관람객들에게 홍보하고 있다.

### 공산주의에 맞선 자유주의 우파 항쟁?
한국에서는 북한의 주장에 대한 반박으로, 신천군 사건의 본질은 국군과 유엔군의 북진에 쫓겨 패퇴하던 인민군이 신천군에 남아 있던 지주, 자본가, 기독교인 등 우파 성향의 민간인들을 대량학살한 것에 있다고 주장한다. 여기에 우파 민간인들이 인민군에 대항하여 봉기를 일으켰다는 것이다. 이는 대부분 신천군 출신으로 6.25를 겪었던 실향민들의 증언에서 나온 주장이다. 이들은 무고한 양민을 학살하는 조선노동당과 인민군에 맞선 자유주의 우파 지하조직과 신천 군민의 저항이자 반공투쟁이라고 증언하고 있다.
1950년 9월, 인천상륙작전이 성공하고 유엔군이 국군을 도와 38선을 넘어 북진을 시작하자, 전세가 불리해진 북한군은 지주, 성직자, 교사를 포함한 우파 세력들을 처형했다. 유엔군이 서울 수복하기 직전에도 "교직자를 모두 살해하라"는 지령을 내려, 50여 명의 신부와 60여 명의 목사를 납치하여 서울 근교에서 총살시켰던 적이 있으며, 박천군(博川郡)에서는 교회당 같은 종교시설은 유엔군이 포격하지 않는다며 피난민들을 모이게 해놓고 폭격을 가해 많은 사람들이 몰살당하는 일도 있었다.
국군과 유엔군의 북진에 쫓겨 달아나던 조선공산당이 마지막 발악으로 반체제 인사들을 학살하는 과정에서 공산주의를 반대하며 지하로 숨어들었던 북한 출신의 우익 청년들이 10월 13일을 기해 '반공 봉기'를 일으켜 국군의 북진에 호응했다는 것이다. 국제연합 한국 유격군, 흔히 구월산유격대(九月山遊擊隊)로 알려진 이들 반공청년단 조직은 구월산(九月山)을 거점으로 강화(江華)에서 신의주(新義州), 속초(束草)에서 주문진에 걸치는 한반도 중북부 각지에서 국군을 도와 전과를 올린 것으로 알려졌다. 한국에는 이와 관련해 국제연합 한국유격군전우회와 신천 10·13반공의거동지회가 존재하며, 2010년에는 신천 10·13 반공 의거 제60주기 추도식이 대전광역시의 국립현충원 현충탑에서 거행되기도 했다. 현충원에는 당시의 전사자 309명의 위패가 봉안되어 있다.
또한 국제민주여성연맹은 황해도 지역 내에서 이동하는 도중에 만난 사람들과 가진 무작위 인터뷰에서 우익치안대의 존재 역시 확인하고 기록으로 남겼다. 김태우 한국외대 한국학과 교수는 2021년 6월 22일 전주시 금암동 우석빌딩 화하관에서 개최한 ‘6·25 전쟁과 이북지역 민간인 학살’ 학술 심포지엄에서 ‘한국전쟁기 국제민주여성연맹의 북한지역 조사와 신천학살’ 발제를 통해 이를 소개하고, 북한으로써는 전쟁 이전 인민의 확고한 지지 위에 자신들의 정권이 수립되었다고 선전한 상황에서 북한 내부에 자신들에 맞서 봉기한 존재들이 있었고 이들이 공산당 정권에 반대하여 유혈사태를 주도했다는 사실은 정치적인 부담으로 작용할 수 있었던 만큼 현지 주민들이 모여 구성한 '우익 치안대'의 존재를 감춰야 할 충분한 이유가 있었다고 지적하였다.

### 좌우대립으로 인한 학살

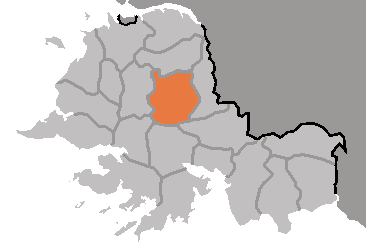
황해도 신천군 지도

신천군 사건의 본질에 대해서 정황상 근거가 부족한 북한측의 미군 주도설을 배제하고, 현재까지 확인된 증언과 연구 성과를 통해 볼 수 있는 가장 설득력 있는 것은, 신천군 사건의 본질이 북한의 주장처럼 미군의 개입이나 일부 우파가 증언하는 것과 같은 북한 정권의 조작(남한에 대한 책임 전가 같은), 내지 공산주의 정권에 대한 자유주의 투쟁으로써보다는 해방 공간이라는 특수성, 그리고 전쟁이라는 대혼란 속에 격화된 좌우 대립으로 빚어진 동족간 학살이라는 것이다. 
2004년에 한국의 역사문제연구소에서 펴낸 《사진과 그림으로 보는 북한 현대사》에서는 신천군 사건은 미군의 학살 개입과는 상관없이 신천군 내의 기독교 우파 세력과 북한 정권을 지지하는 당시의 공산 좌파 세력간의 알력이 북한 정권에서 시행한 토지개혁을 매개로 격화, 파멸적인 비극으로 치달았다고 설명하였다.
이것은 당시 황해도 지역의 복잡한 역학 관계와도 관련이 있다. 당시 신천군을 비롯해 평야 지대인 황해도 지역은 대표적 곡창 지대의 하나로써 광복 직후 지주와 소작인, 좌우익간의 갈등이 적지 않게 나타났고, 1946년 북조선임시인민위원회가 설립되면서 토지개혁을 둘러싸고 좌우 대립과 갈등은 더욱 첨예해졌다. 무상몰수 무상분배라는 공산주의적 원칙을 내세운 조선공산당의 토지개혁 과정에서 많은 우익 인사들이 월남하거나 지하로 숨어들었다. 그런데 한국전쟁이 발발하자 이들은 국군과 유엔군의 진격을 앞두고 선발대로 고향에 복귀했고, 신천군에 남아있던 좌익 활동가들에게 보복을 가했다. 이 과정에서 특별한 정치적인 의사와 상관없이 남아있었을 뿐인 민간인들마저 부역자로 몰려 무차별적인 학살 대상이 되었던 것이다.
2002년 4월 21일에 방영된 MBC "이제는 말할 수 있다: 망각의 전쟁 - 황해도 신천 사건"에 따르면 중공군이 들어온 이후 유엔군이 남쪽으로 물러가기 직전에 우익에 의한 마지막 학살이 있었다. 결국 신천군 사건은 해방 전후의 좌-우 대립과 갈등, 그리고 6·25 전쟁 등의 복합적인 원인이 맞물려 터진 비극적인 사건이라는 것이다.
한겨레는 2002년 4월 18일 미국 국립문서보관소(NARA·National Archives & Records Administration)에 보관되어 있던 '사리원과 신막 사건 조사 보고서'를 입수, 보도하였다. 유엔군 사령부에 의해 작성되고 미8군 사령관이 수신자로 되어 있는 이 문서는 1950년 12월 6일 황해도 사리원, 12월 8일 신막에서 일어난 ‘문제의 사건’에 대한 조사 결과를 담고 있다. 유엔군 사령부는 사건이 유엔군총사령관의 임무 수행 평가에 불리하게 작용할 것을 우려해 조사를 명령했는데, 문제의 사건이란 다름아닌 우익 치안대(civil police·구체적인 한글 명칭이 표기돼 있지 않아 청년단, 치안대, 자치경찰 등으로 해석될 수 있으나 당시 정황을 고려해 좌익계열에 의해 가족을 빼앗긴 지주계급 청년들이 결성한 치안대로 통일함)에 의해 자행된 학살이었다. 해당 문서의 사건을 요약하면 다음과 같다. 
1950년 12월 6일 낮 12시경, 사리원 철로변 근처에서 난 총성을 조사하던 미군 622헌병대 소속 헌병 4명은 치안대원들이 도랑가에 민간인들을 몰아넣고 발포하는 장면을 목격했다. 헌병들은 총격을 중지시키고 치안대원들을 무장해제시킨 다음 중대장에게 사건을 보고했다. 당시 총격을 가하는 사람들의 대표 이명구는 통역자를 통해 자신이 치안대원이며 민간인들은 공산주의자들이라고 밝혔다. 미 헌병대는 사망자를 근처에 매장하고 총격을 당한 59명 중 살아남은 17명에게 군의관의 간단한 치료를 받게 한 뒤 사리원역으로 이송했다. 사리원역에 도착할 즈음, 부상자 중 사망한 1명은 철로변에 버려졌고 나머지 인원은 피난 열차에 실렸다. 문서는 “총격을 가한 이들은 의심할 여지 없이 복수심에서 자신들의 권한을 넘어선 것이 명백하다”고 증언하고 있다.
미국의 역사학자이자 정치학자인 브루스 커밍스(Bruce Cumings)는 저서 전쟁과 텔레비전(War and Television, 1994)에서 다음과 같이 말하였다. 
the major part of the Sinch’on massacres were carried out by Korean Christians who had fled the Sinch’on area for the South. In my opinion, If any Americans were present they were probably KMAG [Korean Military Advisory Group] personnel, who witnessed many South Korean atrocities against civilians; the Koreans I spoke with were adamant that Americans had carried out the massacres, but it is also true that Koreans do not like to admit that Koreans could do such things, unless they are following American or (in the colonial period) Japanese orders.
신천 학살의 주요 사건들은 신천 지역을 떠나 남쪽으로 도망쳤던 한국 기독교인들에 의해 자행되었다. 내 생각에, 만약 (그 자리에) 미국인들이 있었다면, 아마 민간인에 대한 수많은 한국의 잔학 행위를 목격한 주한미군사고문단(KMAG) 요원들이었을 것이다. 내가 만난 한국인들은 '미국인들이 학살을 저질렀다'고 딱 잘라 주장했지만, 한국인들이 미국인이나 (강점기 시절) 일본의 명령 없이도 그런 짓을 저지를 수 있다는 것을 인정하려 들지 않는 것도 사실이다.

## 신천군 학살 사건을 다룬 매체
소설
- 《손님》(2001년) - 황석영의 장편소설로 신천군 사건을 기독교 우파와 좌파간의 사상 대립과 대결이 폭력으로 악화된 끝에 일어난 사건으로 해석하였다. 그러나 소설 속 등장 인물인 류요섭 박사의 모델이자 실제 황석영의 친구이기도 한 재미교포 목사 류태영은 이를 부정했다. 김형태 변호사 역시 방북 당시 신천박물관을 방문하게 되었는데, 신천박물관을 안내하던 현지 지도원에게 '진실이 무어냐'고 넌지시 물었더니, 낯빛이 바뀌면서 정색을 하고는 "황 선생(황석영)이 그런 소리 하고 다니면 안 된다"며 말을 돌렸다고 증언하였다.

다큐멘터리
- MBC 《이제는 말할 수 있다》 제57회 「망각의 전쟁, 신천군 사건」(2002년 4월 21일 방영) - 본 다큐멘터리를 제작한 MBC 방송의 조준묵 프로듀서는 북한의 주장처럼 신천군 사건이 미군에 의해 주도되었다는 주장을 확증할 만한 증거를 찾지 못했다며, "신천 지역에 꾸려진 반공 청년단을 이승만 정부가 북진하면서 묵인"했고 신천군 사건은 ‘좌우 대립의 결과’로 일어난 비극적 학살극이라는 주장에 손을 들어주었다.

### 파블로 피카소의 《한국에서의 학살》과 신천군 사건

한편 파블로 피카소의 작품 《한국에서의 학살》(1951년작) - 정치적으로 공산주의자이기도 했던 피카소의 이 그림은 한국전쟁 당시 신천군에서 벌어진 학살이 모티브가 된 것으로 알려져 있다. 피카소가 이 그림을 그리고 1년 뒤에 국제민주법률가협회에 의해 북한 지역에서의 학살 상황에 대한 조사가 시작되고 신천군 사건과 관련된 보고서가 작성되었다. 
다만 이 작품이 신천군 사건을 모티브로 했다는 주장에 대해서는 반박도 있다. 2021년 6월 22일 전주시 금암동 우석빌딩 화하관에서 개최한 ‘6·25 전쟁과 이북지역 민간인 학살’ 학술 심포지엄에서 한성훈 연세대 국학연구원 연구교수는 ‘신천박물관과 한국에서의 학살-우익 치안대와 미군 그리고 피카소’ 발제를 통해 , 신천에서 일어난 학살을 피카소가 ‘한국에서의 학살’을 제작하는 동기로 볼 수 없다면서 “피카소는 학살이 일어나기 한 달 전인 1950년 9월, 프랑스 공산당으로부터 한국전쟁을 고발하는 작품을 제작해 달라는 요청을 받았고, 이듬해 1월 18일 완성했다”고 말했다. 그리고 한 교수는 “신천박물관 전시실에는 진열된 총기류에는 ‘한청(대한청년단)’, ‘치안대’ 글자가 적혀 있다”고 지적하고, 이어 “신천학살은 우익 치안대와 관련이 있는 것으로 봐야 한다”고 덧붙였다.

## 참고 자료
- 김성보 외, 《사진과 그림으로 보는 북한 현대사》 웅진닷컴, 2004년
- Jong-yil Ra "Governing North Korea. Some Afterthoughts on the Autumn of 1950". Journal of Contemporary History Vol. 40, No. 3 (Jul., 2005), pp. 521–546 doi:10.1177/0022009405054570 - 중국조선족 사학자 라정일의 논문.
- 박완신, 《평양에서 본 북한 사회》도서출판 답게, 2001년

## 같이 보기
- 구월산 유격대
- 신천군
- 신천박물관
- 제노사이드
- 한국 전쟁
- 황해도